# Schoenobryum rubricaule
Schoenobryum rubricaule là một loài Rêu trong họ Cryphaeaceae. Loài này được (Mitt.) Manuel miêu tả khoa học đầu tiên năm 1977.